# 愛知県立千種高等学校
愛知県立千種高等学校（あいちけんりつ ちぐさこうとうがっこう）は、愛知県名古屋市名東区社台に所在する県立高等学校。通称は「ちぐさ」。

## 概要
校章は「かきつばた」。愛知の県花であるかきつばたを「高」の字形に象っている。校門のアーチ「飛翔」が本校の外観を特徴づけている。校歌は丸山薫作詞、平井康三郎作曲である。
なお、千種区や千種駅などは「ちくさ」と読むが、当校は「ちぐさ」と濁る。また、当校創立時は千種区猪高町に所在したが、その後1975年に名東区が分区したため、現在は名東区に所在している。

## 沿革
- 1963年（昭和38年）04月 - 愛知県立千種高等学校として開校。
- 1973年（昭和48年）04月 - 学校群制度による第1期生入学。市立菊里高校と名古屋1群、県立旭丘高校と名古屋2群を組む。
- 1975年（昭和50年）02月 - 名東区が千種区から分区独立したことに伴い所在地名が変更となる。
- 1985年（昭和60年）04月 - 国際教養科設置（当時は1クラス）。
- 1989年（平成元年）04月 - 複合選抜入試制度による第1期生入学。普通科は尾張2群Bグループ、国際教養科は専門学科Bグループに属する。
- 2003年（平成15年）04月 - 文部科学省から SELHi指定（3年間）を受ける。
- 2005年（平成17年）04月 - 国際教養科が2クラスになる。
- 2009年（平成21年）04月 - 全国高等学校長協会英語科・国際科部会の東海地区ブロック理事校になる。
- 2012年（平成24年）10月 - 創立50周年記念式典。
- 2013年（平成25年）03月 - 国際連合教育科学文化機関よりユネスコ・スクールの認証を受ける。
- 2021年（令和3年）03月 - 文部科学省よりWWL（ワールド・ワイド・ラーニング）コンソーシアム構築支援事業におけるカリキュラム開発拠点校に指定される。

## 交通

### 鉄道
| 鉄道事業者・路線       | 下車駅     | 徒歩または自転車の所要時間 |
| ---------------------- | ---------- | -------------------------- |
| 名古屋市営地下鉄東山線 | 一社駅     | 徒歩で約6分。              |
| 名古屋市営地下鉄東山線 | 上社駅     | 徒歩で約12分。             |
| 名鉄瀬戸線             | 小幡駅より | 自転車で約20分。           |

### バス
| 運行事業者             | 系統                                          | 下車停留所（駅）              |
| ---------------------- | --------------------------------------------- | ----------------------------- |
| 名古屋市営バス         | 幹一社1号系統                                 | 「一社」、徒歩で約7分。       |
| 名古屋市営バス         | 上社11号系統                                  | 「鋳物師洞」、徒歩で約3分。   |
| 名古屋市営バス         | 上社12号系統                                  | 「上社」、徒歩で約12分。      |
| 名古屋市営バス         | 名東巡回系統                                  | 「社台一丁目」、徒歩で約1分。 |
| 名古屋市営バス         | 出入庫（猪・星）系統                          | 「打越」、徒歩で約10分。      |
| 名古屋市営バス         | 池下11号系統                                  | 「平和が丘」、徒歩で約12分。  |
| 名古屋ガイドウェイバス | ガイドウェイバス志段味線 （ゆとりーとライン） | 小幡緑地駅、自転車で約25分。  |

## 出身者

### 政治・行政
- 岩城正光 - 弁護士、名古屋市副市長
- 近藤昭一 - 衆議院議員（愛知3区選出・立憲民主党）
- 柴田浩 - 尾張旭市長
- 鈴木淳司 - 衆議院議員（6期）、第29代総務大臣
- 中野正康 - 一宮市長
- 長谷川岳 - 参議院議員（北海道選挙区選出・自由民主党）、総務副大臣（第4次安倍第2次改造内閣）、総務大臣政務官（第2次安倍改造内閣・第3次安倍内閣）
- 水野政義 - 農林水産省農林水産省輸出・国際局長、農林水産省大臣官房総括審議官（新事業・食品産業）
- 山碕良志 - 第23代総務省大臣官房長[3]

### 司法
- 猿田佐世 - 弁護士、新外交イニシアティブ代表

### 学術・教育
- 相澤美智子 - 法学者、一橋大学大学院法学研究科教授、西尾学術奨励賞
- 今井裕 - 天文学者、鹿児島大学理学部准教授
- 今永典秀 - 実務家教員 名古屋産業大学准教授
- 小木曽啓示 - 数学者、東京大学大学院数理科学研究科教授、大阪大学名誉教授
- 菊谷和宏 - 社会学者、一橋大学大学院社会学研究科教授、社会学史学会奨励賞
- 権左武志 - 政治学者、北海道大学大学院法学研究科教授、和辻哲郎文化賞
- 近藤健児 - 経済学者、中京大学経済学部教授
- 西部忠 - 経済学者、北海道大学大学院経済学研究科教授、大内兵衛賞
- 羽澄昌史 - 素粒子物理学者、高エネルギー加速器研究機構教授、東京大学国際高等研究所カブリ数物連携宇宙研究機構 (Kavli IPMU) 特任教授、世界トップレベル研究拠点プログラム (WPI) 拠点長
- 宮林謙吉 - 物理学者、奈良女子大学理学部教授
- 山本弘 - 法学者、元神戸大学大学院法学研究科教授

### 経済界
- 西村誠司（エクスコムグローバル社長、『イモトのWiFi』『にしたんクリニック』で有名なタレント社長）
- 鈴木貴博 - 経済評論家、百年コンサルティング社長
- 和田洋一 - 元スクウェア・エニックス社長

### 文化
- 河添恵子 - ノンフィクション作家
- くわ山ともゆき - 編集者、コラムニスト
- 森川龍志 - 詩人、フランス文学者

### 芸能・音楽
- 池田貴族 - ミュージシャン他
- 桑原昌英 - 映画監督
- 舘ひろし - 俳優
- NAHKI - レゲエミュージシャン
- 間瀬遥花 - ファッションモデル
- 山田耕平 - 歌手
- hamma - ラッパー

### マスコミ
- 稲垣えみ子 - エッセイスト、元朝日新聞論説委員
- 今井智久 - テレビ愛知報道記者
- 岩槻里子 - NHKアナウンサー
- 上野ゆい - フリーアナウンサー
- 亀井希生 - 毎日放送アナウンサー
- 川地洋平 - 毎日放送アナウンサー
- 竹内香苗 - フリーアナウンサー（元TBSアナウンサー）
- 田中崇裕 - NHKアナウンサー
- 水野倫之 - NHK解説委員
- 宮部和裕 - CBCテレビアナウンサー
- 柳田純司 - テレビ神奈川報道記者
- 纐纈琴巴 - 東海テレビアナウンサー

### スポーツ
- 瀧澤直 - ラグビー選手